# 栗山利章
栗山 利章（くりやま としあきら）は、安土桃山時代から江戸時代前期にかけての福岡藩士。一般には通称の栗山大膳（だいぜん）の名で知られている。

## 生涯
天正19年（1591年）、黒田氏の家臣・栗山利安の子として豊前国の平田城で誕生。
福岡藩2代藩主・黒田忠之と対立し、江戸幕府に「忠之に謀反の疑いがある」と訴えた。幕府による裁決の結果、「利章は乱心した」ということで利章を陸奥国盛岡藩預かりとし、黒田氏は改易を免れた。この一連のお家騒動は黒田騒動（栗山大膳事件とも）と呼ばれた。
晩年は実質流罪ではあったが、150人扶持であり、盛岡藩南部家も手厚く待遇した。盛岡在府中は、同様に対馬藩から盛岡藩預かりとなった規伯玄方（方長老）とも親交があり、共に盛岡城下の文化振興に寄与した。
承応元年（1652年）、同地で死去。墓所は盛岡城下（現・岩手県盛岡市） の曹洞宗恩流寺にあり、無方規伯による忠節を讃えた碑がある。
なお、嫡男の利周（としちか）は、黒田家からの招聘を受けたがそれを断り子孫および臣下はそのまま盛岡藩に定着したという。三男の利政は母の姓である内山を名乗り、200石取りの盛岡藩士となった。盛岡藩主南部重信からの新田開発についての栗山雖矢宛書状などが、もりおか歴史文化館に所蔵されている。

## 備考
- 大膳が盛岡へお預けとなったため、栗山家に伝来した黒田如水所用の「白檀塗合子形兜」は、現在はもりおか歴史文化館が所蔵している。

## 系譜
- 父：栗山利安（1550-1631）
- 母：村尾氏
- 室：黒田利高の娘
- 生母不明の子女
  - 長男：栗山利周
  - 男子：吉次郎
  - 男子：内山利正
  - 女子：中間六郎太夫室
  - 女子：井上正友室

## 黒田騒動を題材にした作品
嘉永5年（1852年）、江戸中村座において歌舞伎演目として上演された。外題『御伽譚博多新織』。他に数々の外題で続きものが各座で上演されている。
黒田騒動（栗山大膳事件）を題材にして、利章を忠義の人物であり一連の騒動も忠之の暴政を諌めるために起こした事件であるとして描いたのが森鷗外後期の歴史小説『栗山大膳』である。鴎外自身は、本作は筋書きのみ書いたにすぎず、自分の校正なしで発表されたため、小説としては不十分であると述べている。
滝口康彦『主家滅ぶべし』では利章の忠臣像を裏から見た作品になっており、利章は生真面目で勇断の人ではあるが、自身の忠義にこだわるあまりに融通が利かず、加えて人の心を慮ることが出来ないために、主君から遠ざけられ、家中でも孤立し、無意識の内に己の面目と矜持を保つために、黒田騒動を起し主家を危機に陥れた独善の人として描かれた。
映画も1956年の『黒田騒動』をはじめ数多く製作された。